# Prófase II
Essa fase é muito rápida, chegando, às vezes, a não se caracterizar, pois as células passam diretamente para a Metáfase II a fase superior,
- os cromossomos condensam-se;
- desaparecem os nucléolos;
- os centríolos duplicados ocupam pólos opostos na célula;
- surge o fuso acromático;
- a carioteca desorganiza-se e os cromossomos espalham-se pelo citoplasma, prendendo-se às fibras do fuso acromático pelo centrômero.